# Пуцентела Наталія Орестівна
Пуцентела Наталія Орестівна (1956 р.н., с. Лисовичі, Україна) — скрипкова майстриня-лакувальниця, реставраторка, експериментаторка, професійна віолончелістка, музикознавиця, культурна діячка, просвітянка, педагог; учасниця та солістка камерного оркестру «Оркестр української класичної та фольклорної музики» (1978—2001 рр.); співзасновниця та куратор скрипкової майстерні «Putsentelas Violin Studio» (2003 р.), Дипломантка фестивалю музичних інструментів «Маестро» та «Індивідуаліс». У творчості дотримується модерністського принципу «мистецтво для мистецтва»[джерело не вказане 1991 день].

## Життєпис
Пуцентела Наталія Орестівна народилася 6 травня 1956 р. у с. Лисовичах на Львівщині. Батько — Гончарук Орест Ількович (1930 р.н.) — акордеоніст, вчитель Долинської та Моршинської музичних шкіл. Мати — Гончарук Віра Йосипівна (1935—2003 рр.) — працівниця соціальної сфери, учасниця хору «Смерічка» (альт). Одружена. Має сина та доньку. Чоловік — Пуцентела Мирослав Степанович (1953 р.н.) — Лауреат премії ім. П. Чайковського, Заслужений діяч мистецтв України у сфері скрипкобудування, диригент, скрипаль/альтист, викладач. Син — Пуцентела Орест Мирославович (1982 р.н.) — скрипковий майстер, теоретик скрипкобудування, дизайнер-винахідник, донька — Теленко (Пуцентела) Ольга Мирославівна (1977 р.н.) — доктор філософії, викладач, скрипкова майстриня.
Мешкає і працює у Львові. Професійно займається скрипковим ремеслом з 2000 р.

## Виконавсько-артистична діяльність
У 1971 році закінчує Моршинську восьмирічну початкову та музичну школи[джерело не вказане 1991 день]. Протягом 1971—1975 рр. навчається у Дрогобицькому музичному училищі[джерело не вказане 1991 день]. У 1975—1980 рр. отримує фахову музичну освіту у Львівській консерваторії ім. М. В. Лисенка по класу віолончелі[джерело не вказане 1991 день]. Педагогічну діяльність зосереджує у Дрогобицькому музичному училищі, де протягом 1980—1998 рр. працює викладачем по класу віолончелі[джерело не вказане 1991 день].
Поряд — веде плідну артистичну діяльність, працює концертмейстером групи віолончелей та солісткою камерного оркестру «Оркестр української класичної та фольклорної музики» (1978—2001 рр.)[джерело не вказане 1991 день]. У складі оркестру гастролює Україною та країнами Західної Європи: 1988 р. — гастрольне турне-зустрічі з молоддю Республіки Польщі[джерело не вказане 1991 день]; 1992—1993 р. — гастрольне турне Великою Британією, з концертами в м. Лондон; 1994 р. — гастролі у містах Брайтон та Гейстінгс, Велика Британія[джерело не вказане 1991 день].
У складі оркестру бере участь в міжнародному фестивалі у м. Бексхіл, Велика Британія[джерело не вказане 1991 день]; 1996 р. — участь у Міжнародному Фестивалі класичної музики м. Люіс та Міжнародному Фестивалі м. Брайтон[джерело не вказане 1991 день], Велика Британія, також м. Гамбург, Німеччина; 1997 р. — участь у Міжнародному Фестивалі «Riva del Garda» (Італія[джерело не вказане 1991 день]); 1998 р. — гастрольне турне в Італії (Рим, Неаполь, Салерно та ін.); 1999 р. — відбувається концерт оркестру у Відні (Австрія) та Кремоні, Мілані, Венеції (Італія)[джерело не вказане 1991 день]; 2001 р. — гастрольне турне італійськими містами Соспіро, Кремона, Кастельмаджоре, Флоренція та Рим[джерело не вказане 1991 день].
З оркестром записує три аудіо-записи, виконані британською студією звукозапису «Claudio Records» (1994 р.) з перевиданням аудіо диску у 2014 р. під назвою «Vivaldi in Ukraine»[джерело не вказане 1991 день].

## Скрипкобудівна та популяризаторська діяльність
На перетині тисячоліть Н. Пуцентела переорієнтовує фах віолончелістки-виконавиці на скрипкобудівну галузь[джерело не вказане 1991 день].
З наміром розширити кругозір вирушає у творчу відпустку до Італії. Відчувши атмосферу місцевої поліфонічної довершеності Н. Пуцентела залишається в Італії для навчання[джерело не вказане 1991 день].
Протягом 2000—2003 рр. освоює та відшліфовує навички скрипкобудування в Інтернаціональному інституті імені Антоніо Страдіварі в м. Кремоні. Тут їй таланить працювати під орудою та творчим наставництвом всесвітньовідомих Маестро Сіміоне Морассі, Маестро Даніелє Сколярі та Маестро Масімо Негроні[джерело не вказане 1991 день]. Навчання не обмежувалося стінами інституту та відточуванням декоративно-прикладного мистецтва[джерело не вказане 1991 день]. Н. Пуцентела реалізовувала себе як виконавиця у складі симфо-джазового альтернативного оркестру під керівництвом Маестро Сколарі, до якого винятково належали скрипкові майстри. Цей унікальний досвід закріплює у Н. Пуцентели кредо творчості чистого мистецтва[джерело не вказане 1991 день]. Сприятлива академічна атмосфера мотивує до подальших творчих пошуків. У 2001 р. Н. Пуцентела розпочинає дворічне навчання в Регіональному Ломбардійському інституті смичкових майстрів. Отримані навики Н. Пуцентела реалізовує у творчому тандемі з чоловіком Мирославом Пуцентелою, спершу як співавторка столярної роботи, згодом — як лакувальниця[джерело не вказане 1991 день].
2003 р. після повернення в Україну створює творчу лабораторію «Putsentelas Violin Studio» (разом з чоловіком Мирославом Пуцентелою та сином Орестом Пуцентелою), де працює майстринею та менеджером, займається роботою з клієнтами (володіє італійською, англійською, польською та російською іноземними мовами)[джерело не вказане 1991 день], проводить популяризаторську діяльність серед молодого покоління музикантів[джерело не вказане 1991 день]. Для утвердження музичних цінностей серед української аудиторії ініціює ряд виставок-презентацій у м. Львові, м. Києві, м. Одесі[джерело не вказане 1991 день]. Втілює проект зі скрипкостворення «Скрипка Пуцентели для Блаженійшого» (2013 р.)[джерело не вказане 1991 день] та реставраторські проекти «Реставрація скрипки А. Шептицького для музею Русалка Дністрова» (2011 р.)[джерело не вказане 1991 день], «Реставрація скрипки Президента М. Грушевського» (2012 р.[джерело не вказане 1991 день]) та «Реставрація скрипки М. Шарпітеля» (2013 р.)[джерело не вказане 1991 день].
У грудні 2007 року отримує диплом Фестивалю скрипкобудування «МАЕСТРО» в Києві, Україна. У 2013 році отримує диплом на фестивалі «Індивідуаліс» у Львові, Україна[джерело не вказане 1991 день].
Невід'ємною частиною життєтворчості Н. Пуцентели є щорічні подорожі до Європи, з метою обміну досвідом та популяризації діяльності родинної майстерні Пуцентел[джерело не вказане 1991 день]. Так, відвідує численні щорічні виставки струнно-смичкових інструментів, а саме Cremona Mondomusica у м. Кремона, Італія[джерело не вказане 1991 день] та Frankfurt Musikmesse що у Франкфурті, Німеччина[джерело не вказане 1991 день]. Скрипки Н. Пуцентели прикрашають численні виставкові зали Європи, США та Японії[джерело не вказане 1991 день], зокрема Andrew's Fine Violins (США)[джерело не вказане 1991 день], Douglas C. Cox Studio (США)[джерело не вказане 1991 день], Dov Schmidt Music (США)[джерело не вказане 1991 день], Fiddles and Sticks (США)[джерело не вказане 1991 день], Gailes's Violin Shop (США)[джерело не вказане 1991 день], також зали приватних арт-дилерів сфери: Дж. Грізалес (Італія), Е. Русс (Італія), С. Коніа (Італія), Б. Фрейзер (США), Дж. Батта Морассі (Італія), Ш. Ікеда (Японія), М. Паршенов (США), Є. Сохацький (Іспанія) та ін[джерело не вказане 1991 день].
З метою поширення теоретико-пратичних знань серед широкої аудиторії про скрипкотворення Н. Пуцентела бере участь у телепередачі «Феномен України: Творці української скрипки» (Частина ІІІ), дає інтерв'ю у пресі: газеті «Голос народу» (2016 р.), газеті «ЛеоПоліс» (2010 р.), газеті «Львівська Пошта» (2011 р.), газеті «Взгляд» (2013 р.), газеті «День» (2009 р.), «Львівській Газеті» (2009 р.), газеті «Вголос» (2014 р.). ЇЇ діяльність висвітлено у журналі «Музика» (2003 р.), журналі «Дзвін» (2015 р.)[джерело не вказане 1991 день], журналі «Panorama» (2015 р.)[джерело не вказане 1991 день], Віснику Прикарпатського університету, Мистецтвознавство (2013 р.)[джерело не вказане 1991 день], науковому віснику Музичне мистецтво і культура (2010 р.) та ін.[джерело не вказане 1991 день]
Огляд діяльності майстрині Н. Пуцентели висвітлено у межах дисертаційного дослідження «Львівське струнно-смичкове виконавство та педагогіка як полікультурний феномен» авторства Р. Солтиса[джерело не вказане 1991 день], зокрема, у його аналітичній розвідці «Діяльність скрипкових майстрів Putsentelas Violin Studio з позиції полікультурних традицій скрипкобудівництва та струнно-смичкового виконавства сучасності» (2011 р.).

## Якісні характеристики та властивості лаку Н. Пуцентели
З орієнтиром на сучасну Кремонську школу скрипкобудування, Н. Пуцентела розвиває власну теорію нанесення скрипкового ґрунту та лаку[джерело не вказане 1991 день].
Має чимало знахідок щодо удосконалення завершального процесу скрипкобудування (ґрунтування та нанесення лаку). Робота — філігранна, рівна, з виразною прозорістю та колірною палітрою лаку[джерело не вказане 1991 день].
Перебуваючи у постійному пошуку довершеного вигляду лакового покриву та «ідеального» звучання струнно-смичкових інструментів, що знаходяться у прямій залежності, Н. Пуцентела експериментує із складниками скрипкового ґрунту та лаку[джерело не вказане 1991 день].
В період 2000—2011 послуговується ґрунтами на основі казеїну, а починаючи з 2010 р. виводить формулу ґрунту на основі каніфолі та венеціанської терпентини[джерело не вказане 1991 день]. У 2016 році починає також застосовувати у складі ґрунтів барвників елемент «Кров Дракона» (Sangre de Drago), що підкреслює природнюу виразність текстури деревини[джерело не вказане 1991 день].
Постійно експериментує зі складниками скрипкового лаку[джерело не вказане 1991 день]. До 2011 р. вдосконалює та експериментує з пропорціями складників спиртового лаку на основі 15 інгредієнтів (в основі — оригінальний рецепт Маестро Дж. Б. Морассі)[джерело не вказане 1991 день]. Цей лак вимагає нанесення 60-80 шарів лаку пензлем. Лак кришталево прозорий частіше червоно-коричневого або золотисто-коричневого кольору[джерело не вказане 1991 день]. У наслідок вдалих експериментів зі складниками скрипкового ґрунту на терпентиновій основі відмовляється від лаків на спиртовій основі та з 2011 р. надає перевагу «спиртово-масляному» лакові на основі венеціанської терпентини з чотирьох складників та експериментує із пропорціями (прототип рецепту лаку М. Негроні)[джерело не вказане 1991 день]. Цей лак наноситься до 25 шарів пензлем, відзначається легкістю нанесення та високою швидкістю висихання[джерело не вказане 1991 день]. Лак прозорий, блискучий, глибокий, коричневий, червоно-коричневий, золотисто-коричневий, еластичний, стійкий до механічних пошкоджень[джерело не вказане 1991 день]. Безумовною перевагою цих лакових сумішей є адаптація до різного клімату, що особливо гостро виникає в умовах застосування музикантами під час гастролей різними континентами з різкими перепадами вологості та температурних показників[джерело не вказане 1991 день].
У своїй практиці Н. Пуцентела користується різними техніками викінчення (фінішу) лакового покриву: рельєфний, з матовим блиском, з глянцевим блиском[джерело не вказане 1991 день].
У 2015 р. використовує у роботі техніку застосування «композитних– лаків», коли, поруч з використанням терпентинового лаку, «дамарний» лак застосовується для фінішних шарів, що надає додаткового блиску, прозорості, вологостійкості без вікового вицвітання та будь-якої зміни кольору[джерело не вказане 1991 день].
Реагує на виклики часу та уподобання сучасних музикантів — змінює стиль лаку з «сучасного» на «antique» (з 2013 р.)[джерело не вказане 1991 день]. Розвиває свою авторську техніку штучного «зістарення» зовнішнього вигляду інструментів[джерело не вказане 1991 день]. Бездоганна техніка нанесення лаку Н. Пуцентели у стилі «antique» дозволяє творити точні копії історичних інструментів[джерело не вказане 1991 день]. Значних успіхів Н. Пуцентела досягає у копіюванні зовнішнього вигляду скрипки Гварнері дель Джезу «Плоуден» 1735 р.в[джерело не вказане 1991 день].
У 2016 році робить нові знахідки у поліруванні лакової поверхні із застосуванням ряду паст, що раніше не застосовувалися у поліруванні виробів з лаковим покривом[джерело не вказане 1991 день].
Поруч з лакуванням нових інструментів розробляє свою техніку реставрації лакового покриву[джерело не вказане 1991 день]. Техніка ретуші Н. Пуцентели дозволяє справлятися із надскладними реставраційними роботами із сучасними інструментами та інструментами, що мають історичну та культурну цінність[джерело не вказане 1991 день].